# Microtransação
As microtransações são um modelo de negócios em que os usuários podem comprar itens virtuais usando micropagamentos. Elas são utilizadas em jogos gratuitos ou free to play (F2P) para que os desenvolvedores tenham um meio de renda com o produto. Também podem ser encontradas em aplicativos móveis, e em jogos de computador em plataformas como a Steam.
Jogos gratuitos que possuem microtransações são comumente chamados de freemium. O método pagar para ganhar (em inglês pay to win ou P2W) é um termo usado para jogos grátis que vendem itens que dão ao jogador uma vantagem contra outros jogadores que não possuem tal item, que muitas vezes não podem ser obtidos sem pagar.
Itens comprados podem ser armas e itens úteis (que dão vantagens). Alguns desenvolvedores indicaram que apenas cosméticos devem ser adquiridos com micropagamentos para manter uma boa jogabilidade, pois estes não representam um desequilíbrio ao jogar, mantendo condições iguais.
Team Fortress 2 é um exemplo de videogame free-to-play no qual cosméticos e armas podem ser adquiridos graças a microtransações, mas com a diferença de que os jogadores podem obter armas apenas jogando por um determinado período de tempo. Esses jogadores foram chamados de jogadores F2P, pois nunca gastaram dinheiro no jogo.